# Mukandgarh
Mukandgarh är en ort i Indien.   Den ligger i distriktet Jhunjhunūn och delstaten Rajasthan, i den nordvästra delen av landet, 210 km väster om huvudstaden New Delhi. Mukandgarh ligger 362 meter över havet och antalet invånare är 17 790.
Terrängen runt Mukandgarh är platt. Runt Mukandgarh är det tätbefolkat, med 511 invånare per kvadratkilometer. Närmaste större samhälle är Nawalgarh, 12,2 km söder om Mukandgarh. Trakten runt Mukandgarh består till största delen av jordbruksmark.